# Hippoglossinae
Sous-famille
Les Hippoglossinae (du grec : ἵππος, hippos, « cheval » et γλῶσσα, glossa, « langue ») sont une sous-famille de poissons de la famille des Pleuronectidae.
Comme tous les poissons de la famille des Pleuronectidae, les poissons de la sous-famille des Hippoglossinae possèdent à l'âge adulte un corps aplati asymétrique avec les deux yeux du même côté du corps.

## Liste des genres
Selon ITIS (6 décembre 2020) :
- genre Clidoderma Bleeker, 1862
- genre Hippoglossus Cuvier, 1816
- genre Reinhardtius Gill, 1861
- genre Verasper Jordan & Gilbert in Jordan & Evermann, 1898